# Die Mimmi’s
Die Mimmi’s sind eine deutsche Punkrock-Band aus Bremen. Sie gelten als klassischer Vertreter des Fun-Punk.

## Geschichte

### 1982–1985: Die frühen Jahre
Die Mimmi’s wurden 1982 nach der Auflösung der Düsseldorfer Punkband ZK von deren Schlagzeuger Fabsi (Claus Fabian) und dessen Lebensgefährtin Elli in Bremen gegründet. Fabsi war in der Urbesetzung Sänger der ansonsten komplett aus Frauen bestehenden Musikgruppe, deren Name auf einen Amsterdamer Nachtklub namens De Mimmi zurückgeht.
Nachdem Fabsi für die erste Single Deutscher Meister wird der SVW keinen Verleger gefunden hatte, gründete er das Weser Label, wo diese schließlich im Eigenverlag erschien, wie auch sämtliche späteren Mimmi’s-Alben. Die erste volle LP erschien 1984 unter dem Titel Was’n hier los.
Die Besetzung wechselte unterdessen häufig. Berufliche Verpflichtungen der Gruppenmitglieder erforderten, dass viele Konzerte an Wochenenden stattfanden und Kurztourneen etwa regelmäßig in die Weihnachtszeit gelegt wurden. Die Mimmi’s spielten in ihren frühen Jahren zahlreiche Konzerte in erster Linie in Jugendzentren, Punk-Klubs und Autonomen Zentren, teilweise jedoch auch in größerem Rahmen wie im Berliner Tempodrom vor mehreren tausend Menschen, und traten zusammen u. a. mit Die Toten Hosen, Panzerknacker AG, Frau Suurbier, Deutsche Trinkerjugend, Die Ärzte, EA80 oder Family 5 auf.
Im Jahr 1985 schaffte es die Gruppe mehrfach ins Fernsehen: So produzierte sie im April auf Einladung der ARD-Musikvideosendung Formel Eins ein Musikvideo. Drei Monate später, am 8. Juli 1985, wurde ihr Konzert in der Münchener Alabamahalle live gesendet.
Angespornt durch die wachsenden Erfolge gingen Die Mimmi’s im Jahr 1985 auf Großtournee, die sie auch in die Schweiz führte, in deren Verlauf sich die Mitglieder zerstritten. Am Ende fiel der Beschluss, die Gruppe aufzulösen. Das vorerst letzte Konzert fand am 31. Dezember 1985 im Bremer Klub Schlachthof statt.

### 1986–1987: Bad Ladies and the Wild Lovers
Am 18. Oktober 1986 kamen Die Mimmi’s wie auch ZK anlässlich des "Wir lassen uns das Singen nicht verbieten"-Solidaritätsfestivals im Berliner Tempodrom noch einmal zu einem Konzert zusammen. Der Erlös des Konzerts, auf dem dutzende Künstler auftraten, unter ihnen auch Die Toten Hosen und Die Ärzte, diente der Prozesskostendeckung für den Heino-Parodisten Norbert Hähnel.
Mit Lars am Schlagzeug gründeten die Mimmi’s-Überbleibsel Fabsi, Elli und Sylke im Oktober 1986 unterdessen die Bad Ladies and the Wild Lovers, mit der sie noch in diesem Jahr die Single Sex produzierten. Im Winter 1986 gingen sie zusammen mit Die Goldenen Zitronen, Rocko Schamoni, Rumble on the Beach und Panhandle Alks auf die We-Are-the-Champions-Tour. Für den gleichnamigen Toursampler nahmen sie das Lied Samantha auf.

### 1987–1992: Wiedergründung und klarere politische Positionierung
Anfang 1987 kam es zur Wiedervereinigung der Mimmi’s. Die Pogo-Kartoffelchips-Tour im Juni 1987 wurde ein großer Erfolg. Über die Jahreswende 1987/1988 ging es auf die Wintertour.
Im Jahr 1988 veröffentlichte die Gruppe ihr zweites volles Album Alles zuscheißen, auf dem sich die Band zwar nicht vom Fun-Punk abwendet, jedoch verstärkt antifaschistisch Position bezieht. Als Hintergrund dafür nennt die Band die anhaltende Rechtsentwicklung in der Bundesrepublik Deutschland, die sich etwa im Einzug der extremen Rechten in das Bremer Landesparlament oder auch im Überfall nationalistischer Jugendlicher auf eines ihrer Konzerte ausdrückte. Im Jahr 1988 traten die Mimmi’s erneut im Berliner Tempodrom auf, im Rahmen eines Festivals, das unter dem Titel "Der lange Abschied" aus Anlass der Schließung Norbert Hähnels Plattenladens Scheißladen organisiert wurde. Am Programm der Scheißladen-Abschiedsparty beteiligten sich neben vielen anderen Gruppen auch Die Toten Hosen. Die gemeinsame Split-Single mit der Pariser Punkband Ludwig von 88 aus dem Jahr 1989 verhalf den Mimmi’s zur Veröffentlichung ihrer nur in Frankreich veröffentlichten Mini-LP Punkparty. 1991 veröffentlichte die Gruppe das Album Das ist meine Welt. Die Veröffentlichung der Best-of-CD 528.000 km Mimmi’s im folgenden Jahr schloss diese Phase der Geschichte der Gruppe ab.

### Entwicklung seit Mitte der 1990er Jahre
Die Mimmi’s gehörten neben zahlreichen anderen Bands zum Kern der deutschen Punkrock-Szene. In der Presse wurden sie wegen Titeln wie Dosenbier häufig zum Fun-Punk gezählt, eine Bezeichnung, die sie selbst als zu oberflächlich empfanden. 1996 lösten sich die Mimmi’s nach internen Querelen und privaten Schicksalsschlägen auf. Fabsi und die Ur-Gitarristin Elli gründeten mit Tex Morton und Andy Laaf Fabsi & der Peanutsclub. Die Band nahm die CD Ist doch alles Peanuts auf und begann wieder live zu spielen. Das Programm war jedoch praktisch identisch mit dem der Mimmi’s. Eine Schulterverletzung Fabsis bedeutete 1999 das Aus für die Band.
Anlässlich des 20-jährigen Bestehens des Weser Labels im Jahr 2002 beschlossen Fabsi und der Schlagzeuger Lars die Band wiederzubeleben. Zunächst noch unter dem Namen Fabsi und der Peanutsclub absolvierte man mit zwei neuen Mitgliedern eine Tour mit den Dimple Minds, bevor der Name wieder in Die Mimmi’s geändert wurde.
2004 wurden die ersten drei LPs als CD wiederveröffentlicht und vor Ende der Fußball-Bundesliga-Saison erschien die erste Single Deutscher Meister wird der SVW als Neuaufnahme, 2005 eine neue Platte (hinsetzenmaulhalten) und im März 2006 die Maxi Du bist Deutschland. 2006 bestand die Band aus Fabsi (Gesang), Nici (Bass, Gesang), Lars (Schlagzeug, Gesang) – von 1986 bis 1990 bei den Mimmi’s, dann Velvetone – und Elf (Gitarre, Gesang) – Slime, CIA, RubberSlime, Abwärts. Im April 2006 musste Lars krankheitshalber aussteigen und wurde durch Andi ersetzt. Ende 2006 folgte das Album Ich will alles (und noch viel mehr).
Sie sind jedes Jahr Headliner der Rock’n’Roll Butterfahrt auf Helgoland.

## Diskografie

### Eigene Tonträger
- 1982: „Deutscher Meister wird der SVW“ (S)
- 1984: "Was’n hier los" (LP, Weser Label)
- 1984: "Up’n Land" (S)
- 1985: "Nur für Dich" (Mini-LP, Weser Label)
- 1985: "Live 1982-’85" (EP)
- 1986: "Bad Ladies & the Wild Lovers" (S)
- 1988: "Gebt den Faschisten keine neue Chance" (S)
- 1988: "Alles zuscheißen" (LP, Weser Label)
- 1989: "Sag nicht nein wenn ich Dich küssen will" (S)
- 1989: "Sardellenfilet", Split-7″ mit Ludwig von 88 (S)
- 1989: "Punkparty" (Mini-LP)
- 1991: "Das ist meine Welt" (Weser Label)
- 1992: "528.000 km Mimmi’s" (CD, Weser Label; Indigo)
- 2005: "Hinsetzenmaulhalten" (Weser Label)
- 2006: "Du bist Deutschland" (Weser Label)
- 2007: "Ich will alles (und noch viel mehr)" (Weser Label)
- 2014: "Fun Punks Not Dead" (Weser Label)
- 2020: "Wichtig ist am Strand" (S)(Weser Label)

### Beiträge auf Samplern
- 1983: Pesthauch des Dschungels mit "Arztgeschichten"
- 1986: We Are the Champions mit "Samantha"
- 1988: We Are the Champions 2
- 1988: Das Ding mit "Gebt dem Faschismus keine neue Chance"
- 1991: Nazis raus! (mit "Nie wieder Faschismus") (CD, Weird System; EFA)
- 1996: Punk over Germany (mit "Groglied") (CD, MCA Music Entertainment GmbH)
- 1997: Pogo in der Gegengeraden (mit "Deutscher Meister wird nur der SVW") (LP, Wolverine Records / Teenage Rebel Records; SPV)
- 1997: Mega Fisch Hits mit "Warum nur" (CD, Weser Label; Indigo)